# Frances Farmer
Frances Elena Farmer, född 19 september 1913 i Seattle i Washington, död 1 augusti 1970 i Indianapolis i Indiana, var en amerikansk skådespelare. Farmer hade åren runt 1940 en relativt kort karriär i Hollywood. På 1980-talet uppmärksammades Frances Farmer via flera filmer om henne och hennes liv.

## Biografi
Farmer debuterade som skådespelare 1936, ett år där hon medverkade i fyra olika filmer. Det inkluderade storproduktionen Männen från storskogen och Rhythm on the Range.   
Från 1936 till 1943 medverkade Farmer sammanlagt i 15 långfilmer. Det var ofta äventyrsfilmer placerade antingen i Söderhavet eller västern. I 1941 års Västerns vargar spelade hon rollen som Calamity Jane. Hon hade under denna period också framgångar på scenen, i Broadway-succén Golden Boy (en Clifford Odets-produktion).
Den sista av 1940-talsfilmerna var 1943 års I Escaped from the Gestapo, där Frances Farmer dock endast syntes i en okrediterad roll. I mitten av 1940-talet togs Farmer in på mentalsjukhus för sex års tvångsvård. Orsaken var paranoid schizofreni, och Farmers alkoholism var en försvårande omständighet. 
Efter den långvariga sjukhusvistelsen återkom Frances Farmer i slutet av 1950-talet till rampljuset. Hon medverkade 1958 i långfilmen The Party Crashers, och samma år var syntes hon i tre olika tv-serier. 1958 fick hon också sin egen tv-show, Frances Farmer Presents, där hon verkade som programvärd. Tv-serien fortsatte fram till 1964.
Frances Farmer Presents spelades in i Indianapolis, där Farmer också bodde under sina sista år. Hon avled 1970 i struphuvudscancer.

## Eftermäle och porträtteringar
1982 blev Farmers självbiografi Will There Early Be a Morning föremål för en tv-film. Samma år kom biofilmen Frances med Jessica Lange i titelrollen; enligt skildringen utsattes Farmer för en variant av lobotomi. Langes rollprestation blev omskriven, och för den blev hon nominerad till en Oscar för bästa kvinnliga huvudroll. Ett år senare kom dokumentärfilmen Committed, en skildring av Farmers liv.
År 1982 skaffade sig den debuterande fransk-kanadensiska sångerskan Mylène Gautier artistnamnet Mylène Farmer. Namnet valdes på grund av Gautiers beundran för Farmer.
År 1993 spelade Grunge-bandet Nirvana in en hyllning till Frances Farmer. Den heter "Frances Farmer Will Have Her Revenge on Seattle" och finns med på bandets album In Utero från samma år.

## Filmografi[1]
- 1936 – Too Many Parents (som "Sally Colman")
- 1936 – Border Flight (som "Anne Blane")
- 1936 − Rhythm on the Range (som "Doris Halloway")
- 1936 – Männen från storskogen (som "Lotta Morgan"/"Lotta Bostrom"
- 1937 – Exclusive (som "Vina Swain")
- 1937 – De fyra äventyrarna (som "Josie Mansfield")
- 1937 – Söderhavets fribytare (som "Faith Wishart")
- 1938 – Under knutpiskan (som "Trina")
- 1940 – Söder om Pago Pago (som "Ruby Taylor")
- 1940 – Efterlyst av polisen (som "Linda Chalmers")
- 1941 − World Premiere (som "Kitty Carr")
- 1941 – Västerns vargar (som "Calamity Jane")
- 1941 − Among the Living (som "Elaine Raden")
- 1942 – Flykten till Söderhavet (som "Isabel")
- 1943 – I Escaped from the Gestapo (okrediterad)
- 1958 – Playhouse 90 (TV-serie, som "Val Schmitt" i avsnittet "Reunion")
- 1958 – Matinee Theatre (TV-serie, i avsnittet "Something Stolen, Something Blue")
- 1958 – Studio One (TV-serie, i avsnittet "Tongues of Angels", som "Sarah Walker")
- 1958 − The Party Crashers (som "Mrs. Bickford")
- 1958–1964 – Frances Farmer Presents (TV-program, programvärd)
- 1959 – Special Agent 7 (TV-serie, i avsnittet "The Velvet Rope", som "Vera")